# Heinrich II. (Limburg)
Heinrich II. von Niederlothringen (* um 1110; † August 1167 bei Rom) war Herzog von Limburg, Sohn von Walram III.
Um 1135 heiratete er Mathilde von Saffenberg (* um 1120; † 2. Januar 1145), Tochter des Grafen Adolf I. von Saffenberg. In zweiter Ehe heiratete er Laurette von Flandern, Tochter von Dietrich von Elsass. Aus der ersten Ehe stammen Heinrich III. von Limburg (* um 1140; † 21. Juli 1221 Rolduc), der 1167 Sophia von Saarbrücken (* 1155; † 1226) (Tochter von Simon I. von Saarbrücken) heiratete, und Margarethe von Limburg (⚭ Gottfried III. von Löwen).
Ab Heinrich II. führt die Familie nicht mehr die Bezeichnung Herzöge von Niederlothringen, sondern Herzöge von Limburg. Heinrich führte diesen Titel von 1139 bis 1167.